# Aérodrome de Sechelt
L'aérodrome de Sechelt est un aéroport situé en Colombie-Britannique, au Canada. Il est situé à 1.3 mille nautique du centre de Sechelt, en Colombie-Britannique, au Canada.
L'aérodrome propose du ravitaillement en essence ainsi qu'un parking. La piste fait une longueur de 3246 pieds, soit 990 mètres, et une largeur de 75 pieds, soit 22,86 mètres. Sa fréquence CTAF est le 123.5 MHz. L'identifiant de cet aérodrome est CAP3.